# Another Miss Oh
Another Miss Oh (hangul: 또! 오해영; hanja: 또! 誤解영; rr: Tto! O Hae-yeong; MR: Tto! O Hae-yŏng; lit. "Outra! Oh Hae-young") (bra: Outra Senhorita Oh) é uma série de televisão sul-coreana estrelada por Eric Mun, Seo Hyun-jin e Jeon Hye-bin. Substituiu Pied Piper e foi transmitido na rede a cabo tvN de 2 de maio a 28 de junho de 2016, exibida todas as segundas e terças-feiras às 23:00 (KST), totalizando 18 episódios.
A série registrou a maior audiência para uma série da tvN de segunda a terça e se tornou um dos dramas coreanos de maior audiência na história da televisão a cabo na época. No final, o drama foi estendido para mais 2 episódios e 2 especiais.

## Sinopse
Park Do-kyung (Eric Mun) é um diretor de som no início de seus 30 anos. Cerca de um ano atrás, sua então noiva, Oh Hae-young (Jeon Hye-bin), não compareceu ao dia marcado do casamento, resultando em grande infelicidade e frustração para Do-young. Um ano depois do ocorrido, Do-kyung descobre que sua ex-noiva, Hae-young, casará com Han Tae-jin (Lee Jae-yoon), um empresário jovem e muito charmoso. Do-kyung, enfurecido, decide sabotar a vida de Tae-jin bem como seus empreendimentos. Porém, a Oh Hae-young (Seo Hyun-jin) que ele acabou de arruinar o casamento era apenas uma outra mulher aleatória que, por grande coincidência, possuía o mesmo nome de sua ex-noiva.

## Elenco

### Principal
- Eric Mun como Park Do-kyung[14]

Ele é um diretor de som. Do-kyung possui uma personalidade muito reservada e distante, mas é muito íntimo e meticuloso com seu trabalho. Ele não consegue esquecer sua ex-namorada, Oh Hae-young (ex-noiva), que desapareceu no dia do casamento. Depois de confundir Oh Hae-young (estranha) com Hae-young (ex-noiva), Do-kyung continua tendo visões que estão sempre relacionadas a Hae-young (estranha) como se ele previsse o futuro. Ele se apaixona por Hae-young (estranha), mas sabe que não a merece, pois foi ele quem arruinou o casamento dela com seu ex-noivo, Han Tae-jin.
- Seo Hyun-jin como Oh Hae-young (estranha)

Representante da equipe de planejamento de sua empresa. Sua vida foi arruinada depois que seu ex-noivo, Tae-jin, a largou um dia antes do casamento e, como resultado, seu ocorrido gerou enorme repercussão. Ela se descreve como uma pessoa azarada, mas é animada por Do-kyung e eventualmente se sente atraída por ele. Enquanto isso, ela não tem ideia de que Do-kyung foi a pessoa que arruinou seu casamento. Por compartilhar seu nome com Oh Hae-young (ex-noiva), ela é sempre comparada e se sente inferiorizada.
- Jeon Hye-bin como Oh Hae-young (ex-noiva)

Líder da equipe da divisão de catering em que Oh Hae-young (estranha) trabalha. Ela também é ex-amante de Do-kyung, que o abandonou e partiu para a Europa. Depois de um ano, ela ainda o ama e decidiu voltar para ele. Ela vem de uma família rica com pais cheios de problemas matrimoniais, resultando em sua mãe e pai com vários casamentos e divórcios, e muitos meio-irmãos.

### De apoio

#### Pessoas ao redor do Park Do-kyung
- Ye Ji-won como Park Soo-kyung

Diretora da divisão de catering e irmã mais velha de Do-kyung. Ela é uma alcoólatra que sempre balbucia em francês quando fica bêbada e tem o hábito de se apaixonar por qualquer homem com quem dorme.
- Kim Ji-seok como Lee Jin-sang

Advogado e amigo de Do-kyung. Ele é a primeira pessoa que confundiu Hae-Young (estranha) com Hae-young (ex-noiva) e convenceu Do-kyung a se vingar.
- Heo Jung-min como Park Hoon

Funcionário de um estúdio de gravação e meio-irmão de Do-kyung.
- Nam Gi-ae como Heo Ji-ya

Produtora de cinema e mãe de Do-kyung. Ela é uma mulher que só liga para o dinheiro e o luxo, onde consatntemente pede dinheiro a Do-kyung, mesmo que ela nunca pague de volta.

#### Pessoas ao redor de Oh Hae-young (estranha)
- Lee Jae-yoon como Han Tae-jin

Empresário e ex-noivo de Hae-young (estranha). Ele decide cancelar o casamento e terminar com Hae-young (estranha) para deixá-la viver feliz. Pouco depois de ter terminado com ela, ele foi preso por falência de seus negócios.
- Lee Han-wi como Oh Kyung-soo

Pai de Hae-young (estranha). Ele é talentoso na cozinha e parece ser mais paciente e calmo do que a mãe de Hae-young.
- Kim Mi-kyung como Hwang Deok-yi

Mãe de Hae-young (estranha). Ela se sente pressionada depois que sua filha cancelou o casamento, enquanto seus vizinhos continuam falando sobre sua filha pelas costas.
- Ha Shi-eun as Kim Hee-ran

Produtora de cinema e melhor amiga de Hae-young (estranha). Graças a ela, Do-kyung e Hae-young (estranha) se encontram pela primeira vez pessoalmente. Ela tem sido a única amiga confiável de Hae-young desde os tempos de ensino médio.
- Lee Hye-eun as Jeong-sook

Tia de Hae-young (estranha). Ela costumava ajudar nas tarefas domésticas com frequência, mas depois que Hae-young (estranha) cancela seu casamento, ela se torna uma pessoa irritante e discute regularmente com Deok-yi.

#### Pessoas ao redor de Oh Hae-young (ex-noiva)
- Kim Seo-ra como mãe de Hae-young (ex-noiva)

#### Estendido
- Heo Young-ji como Yoon Ahn-na

Funcionária de meio período de uma loja de conveniência e namorada de Hoon.
- Kang Nam-gil como presidente Jang

Presidente de um conglomerado e padrasto de Hae-young (ex-noiva), já que a mãe de Hae-young (ex-noiva) foi casada com ele, mas acabou se divorciando.
- Choi Byung-mo como Park Soon-taek

Psiquiatra de Do-kyung e a única pessoa que sabe sobre as visões de Do-kyung relacionadas a Hae-young (estranha).
- Kwon Min como Kim Seong-jin – colega de trabalho de Hae-young (estranha)

O líder da equipe “Seasonal Table” da divisão de catering
- Kim Ki-doo como Gi-tae

Técnico de áudio
- Jo Hyun-sik como Sang-seok – técnico de áudio
- Choi Joon-ho como Lee Joon – técnico de áudio

- Kwon Soo-hyun
- Shin Woo-gyeom como Ji-hoon
- Lee Ga-hyun como Shim Ye-jin – funcionária da equipe "Seasonal Table"

- Yoo Se-rye como Chan-joo – funcionária da equipe "Seasonal Table"

- Kim Jong-gook como oficial da divisão de catering
- Baek Joon como Jung Woo-sung – funcionário da equipe "Seasonal Table"

- Kim Moon-hak como Kim Moon-hak – funcionário da equipe "Seasonal Table"

- Hwang Chang-do como Hwang Chang-do funcionário da equipe "Seasonal Table"

- Jo Seong-hyuk como ex-colega de ensino médio de Hae-young
- Park Myung-hoon como Lee Chan-soo – amigo de Tae-jin

- Yeon Mi-joo como Jang Young-ji – filha do presidente Jang

### Outros
- Ko Kyu-pil como entregador do restaurante chinês
- Son Young-soon como a avó de Hae-young (estranha)
- Han Tae-il como dono da casa de Do-kyung
- Kim Kyung-jin como roteirista do programa "Divorce, Not Marriage", funcionário de Heo Ji-ya

### Participações especiais
- Ahn Il-kwon como cineasta (ep. 1)
- Lee Hyun-jin como encontro às cegas de Hae-young (estranha) (ep. 1)
- Yoon Jong-hoon como Choi Noo-ri, um ex-colega de ensino médio de Hae-young (ep. 2–3)
- Yeon Woo-jin como o advogado Gong Gi-tae (ep. 7)
- Im Ha-ryong como herói do filme "Another Productivity" (ep. 9)
- Lee Pil-mo como o pai de Do-kyung quando jovem (ep. 10)
- Lee Yu-ri como Heo Ji-ya quando jovem (ep. 10)
- Lee Byung-joon como Lee Byung-joon – cantor, conselheiro (ep. 12–18)
- Kim Shin-young como Kim Shin-young – MC e anfitriã do show de rádio "Kim Shin-young's Morning Coffee" (ep. 12)
- Lee Sun-bin como namorada de Jin-sang (ep. 14)
- Woo Hyun como Woo Hyeon – o superior de Park Soon-taek (ep. 15–18)
- Seo Jun-young como o encontro às cegas de Hae-young (ex-noiva) (ep. 15)
- Seo Yea-ji como Oh Seo-hee – a prima mais nova de Hae-young (estranha) (ep. 15)
- Oh Man-seok as Oh Man-seok – cineasta (ep. 18)

## Trilha sonora

### Part 1
| N.º            | Título                                  | Artista        | Duração |  |
| 1.             | "Little Miss Sunshine (사르르)"         | Wable (와블)   | 2:47    |  |
| 2.             | "Little Miss Sunshine (사르르)" (Inst.) |                | 2:47    |  |
| Duração total: | Duração total:                          | Duração total: | 5:34    |  |

### Part 2
| N.º            | Título                               | Artista        | Duração |  |
| 1.             | "Just Like a Dream (꿈처럼)"         | Ben            | 3:46    |  |
| 2.             | "Just Like a Dream (꿈처럼)" (Inst.) |                | 3:46    |  |
| Duração total: | Duração total:                       | Duração total: | 7:32    |  |

### Part 3
| N.º            | Título                               | Artista                      | Duração |  |
| 1.             | "What Is Love (사랑이 뭔데)"         | Seo Hyun-jin e Yoo Seung-woo | 3:33    |  |
| 2.             | "What Is Love (사랑이 뭔데)" (Inst.) |                              | 3:33    |  |
| Duração total: | Duração total:                       | Duração total:               | 7:06    |  |

### Part 4
| N.º            | Título                        | Artista        | Duração |  |
| 1.             | "Maybe I (어쩌면 나)"         | Roy Kim        | 3:30    |  |
| 2.             | "Maybe I (어쩌면 나)" (Inst.) |                | 3:30    |  |
| Duração total: | Duração total:                | Duração total: | 7:00    |  |

### Part 5
| N.º            | Título                            | Artista         | Duração |  |
| 1.             | "If It Is You (너였다면)"         | Jung Seung-hwan | 4:33    |  |
| 2.             | "If It Is You (너였다면)" (Inst.) |                 | 4:33    |  |
| Duração total: | Duração total:                    | Duração total:  | 9:06    |  |

### Part 6
| N.º            | Título                  | Artista                    | Duração |  |
| 1.             | "I'll Be There"         | Lee Seok-hoon (SG Wannabe) | 3:51    |  |
| 2.             | "I'll Be There" (Inst.) |                            | 3:51    |  |
| Duração total: | Duração total:          | Duração total:             | 7:42    |  |

### Part 7
| N.º            | Título                                           | Artista          | Duração |  |
| 1.             | "As I've Waited, More (기다린 만큼, 더)"         | The Black Skirts | 4:29    |  |
| 2.             | "As I've Waited, More (기다린 만큼, 더)" (Inst.) |                  | 4:29    |  |
| Duração total: | Duração total:                                   | Duração total:   | 8:58    |  |

### Part 8
| N.º            | Título                       | Artista                   | Duração |  |
| 1.             | "Scattered (흩어져)"         | Kim EZ (GGot Jam Project) | 4:01    |  |
| 2.             | "Scattered (흩어져)" (Inst.) |                           | 4:01    |  |
| Duração total: | Duração total:               | Duração total:            | 8:02    |  |

| "Just Like a Dream" (Ben)                                                                 | 2016 | 6  | - KOR: 993,525+   | - KOR: 49,138,331+  | Part 2 |
| "What Is Love" (Seo Hyun-jin e Yoo Seung-woo)                                             | 2016 | 6  | - KOR: 705,741+   | - KOR: 32,029,739+  | Part 3 |
| "Maybe I" (Roy Kim)                                                                       | 2016 | 11 | - KOR: 352,245+   | - KOR: 13,095,774+  | Part 4 |
| "If It Is You" (Jung Seung-hwan)                                                          | 2016 | 7  | - KOR: 1,996,437+ | - KOR: 113,279,838+ | Part 5 |
| "I'll Be There" (Lee Seok-hoon (SG Wannabe))                                              | 2016 | 49 | - KOR: 75,492+    | - KOR: 1,531,600+   | Part 6 |
| "As I've Waited, More" (The Black Skirts)                                                 | 2016 | 21 | - KOR: 135,427+   | - KOR: 5,732,151+   | Part 7 |
| "Scattered" (Kim EZ (GGot Jam Project)                                                    | 2016 | 49 | - KOR: 37,619+    | NA                  | Part 8 |
| "—" indica lançamentos que não entraram nas paradas ou não foram lançados naquela região. |      |    |                   |                     |        |

## Audiência
| Ep. | Data de transmissão original | Título                                                                                                  | Parcela média de audiência | Parcela média de audiência | Parcela média de audiência |
| Ep. | Data de transmissão original | Título                                                                                                  | Nielsen Korea              | Nielsen Korea              | TNmS                       |
| Ep. | Data de transmissão original | Título                                                                                                  | Nacional                   | Seul                       | Nacional                   |
| --- | ---------------------------- | --- | -------------------------- | -------------------------- | -------------------------- |
| 1 | 2 de maio de 2016            | Can I Cry? (울어도 되나요)                                                                              | 2.059%                     | 2.796%                     | 1.8%                       |
| 2 | 3 de maio de 2016            | A Relationship Completely Unplanned (미필적 고의에 의한 인연)                                           | 2.981%                     | 4.311%                     | 2.6%                       |
| 3 | 9 de maio de 2016            | Love If You Want to Live (살고싶을 땐, 사랑하기로)                                                      | 2.996%                     | 3.038%                     | 3.9%                       |
| 4 | 10 de maio de 2016           | Let's Hum a Song and Go Home (콧노래를 사서 집으로 가자)                                                | 4.253%                     | 5.201%                     | 4.7%                       |
| 5 | 16 de maio de 2016           | The Suffering Heart to Frenzy (미치게 짠한)                                                             | 5.031%                     | 6.276%                     | 4.9%                       |
| 6 | 17 de maio de 2016           | A Half Love, a Half Mercy (사랑 반, 측은 반)                                                            | 6.068%                     | 7.746%                     | 5.4%                       |
| 7 | 23 de maio de 2016           | I Wish I Was the Only Woman in the World (세상에 여자는 나 하나였으면 좋겠어)                           | 6.604%                     | 8.038%                     | 6.7%                       |
| 8 | 24 de maio de 2016           | I'm Not Crying Because of Him, I'm Crying Because of You (그 때문에 우는 게 아니야 너 때문에 우는 거야) | 7.798%                     | 9.386%                     | 6.7%                       |
| 9 | 30 de maio de 2016           | The Wind Blew in That Heart (그 마음에 바람이 불었다)                                                   | 7.990%                     | 9.924%                     | 7.1%                       |
| 10 | 31 de maio de 2016           | The Way to Go to You (너에게 가는 길)                                                                   | 8.425%                     | 10.983%                    | 7.2%                       |
| 11 | 6 de junho de 2016           | Pain, Sick and ... (아프고 아프고 ...)                                                                  | 9.022%                     | 11.869%                    | 7.9%                       |
| 12 | 7 de junho de 2016           | I Hope You to Be Unhappy Leaving Me (나 떠나 부디 불행하길)                                             | 9.353%                     | 12.028%                    | 7.8%                       |
| 13 | 13 de junho de 2016          | A Heart That Was Understood (헤아려 본 마음)                                                            | 8.507%                     | 10.506%                    | 7.9%                       |
| 14 | 14 de junho de 2016          | All Sounds Except Love Should Be Silent (사랑이 아닌 모든 소리는 침묵하라)                              | 8.836%                     | 11.458%                    | 8.1%                       |
| 15 | 20 de junho de 2016          | Those Days We Couldn't Love Much More (더더더 사랑 못한 지난날들)                                       | 7.929%                     | 10.686%                    | 7.4%                       |
| 16 | 21 de junho de 2016          | It Becomes Livable Because of You (너로 인해 살아진다)                                                  | 8.027%                     | 10.503%                    | 7.7%                       |
| 17 | 27 de junho de 2016          | Enough Not to Care About Dying Today (오늘 죽어도 좋을만큼)                                             | 8.028%                     | 10.310%                    | 7.0%                       |
| 18 | 28 de junho de 2016          | Please Stay Alive. I'm Grateful That You're Alive, Dear. (살아주십시오 살아있어서 고마운 그대)          | 9.991%                     | 13.428%                    | 8.1%                       |
| Média | Média                        | Média                                                                                                   | 6.883%                     | 8.805%                     | 6.3%                       |
| Especiais | 4 de julho de 2016           | | 3.480%                     | 4.198%                     | 2.4%                       |
| Especiais | 5 de julho de 2016           | | 2.892%                     | 3.334%                     | 2.3%                       |
| - Na tabel acima, os números em azul representam a audiência mais baixa e os números em vermelho representam a audiência mais alta. - Esta série foi ao ar em um canal a cabo/TV paga que normalmente tem uma audiência relativamente menor em comparação com a TV aberta/emissoras públicas (KBS, SBS, MBC, e EBS). |                              | |                            |                            |                            |

## Prêmios e indicações
| Ano  | Prêmio                           | Categoria                                 | Recipiente              | Resultado |
| ---- | -------------------------------- | ----------------------------------------- | ----------------------- | --------- |
| 2016 | 5 APAN Star Awards               | Prêmio de Excelência, Ator em Minissérie  | Eric Mun                | Indicado  |
| 2016 | 5 APAN Star Awards               | Prêmio de Excelência, Atriz em Minissérie | Seo Hyun-jin            | Venceu    |
| 2016 | 5 APAN Star Awards               | Melhor Atriz Coadjuvante                  | Jeon Hye-bin            | Indicado  |
| 2016 | 5 APAN Star Awards               | Melhor Atriz Coadjuvante                  | Ye Ji-won               | Venceu    |
| 2016 | 5 APAN Star Awards               | Prêmio de Melhor Casal                    | Eric Mun e Seo Hyun-jin | Indicado  |
| 2016 | 9º Korea Drama Awards            | Prêmio de Alta Excelência, Atriz          | Seo Hyun-jin            | Indicado  |
| 2016 | tvN10 Awards                     | Melhor Ator                               | Eric Mun                | Indicado  |
| 2016 | tvN10 Awards                     | Melhor Atriz                              | Seo Hyun-jin            | Indicado  |
| 2016 | tvN10 Awards                     | Prêmio de Melhor Conteúdo, Drama          | Another Miss Oh         | Venceu    |
| 2016 | tvN10 Awards                     | Rei da Comédia Romântica                  | Eric Mun                | Venceu    |
| 2016 | tvN10 Awards                     | Rainha da Comédia Romântica               | Seo Hyun-jin            | Venceu    |
| 2016 | tvN10 Awards                     | Feito na tvN, Atriz em Drama              | Seo Hyun-jin            | Venceu    |
| 2016 | tvN10 Awards                     | Prêmio Duas Estrelas                      | Kim Ji-seok             | Indicado  |
| 2016 | tvN10 Awards                     | Prêmio Ladrão de Cena, Ator               | Kim Ji-seok             | Indicado  |
| 2016 | tvN10 Awards                     | Prêmio Ladrão de Cena, Atriz              | Kim Mi-kyung            | Indicado  |
| 2016 | tvN10 Awards                     | Prêmio Ladrão de Cena, Atriz              | Ye Ji-won               | Indicado  |
| 2016 | tvN10 Awards                     | Prêmio de Melhor Beijo                    | Kim Ji-seok e Ye Ji-won | 7º lugar  |
| 2016 | tvN10 Awards                     | Prêmio de Melhor Beijo                    | Eric Mun e Seo Hyun-jin | 2º lugar  |
| 2017 | 11º Cable TV Broadcasting Awards | Cable Star Award – Ladrão de Cena         | Ye Ji-won               | Venceu    |
| 2017 | 11º Cable TV Broadcasting Awards | Cable Star Award – Estrela Popular        | Kim Ji-seok             | Venceu    |
| 2017 | 11º Cable TV Broadcasting Awards | Cable Star Award – Melhor Casal           | Kim Ji-seok e Ye Ji-won | Venceu    |
| 2017 | 53º Baeksang Arts Awards         | Melhor Diretor                            | Song Hyun-wook          | Indicado  |
| 2017 | 53º Baeksang Arts Awards         | Melhor Roteirista                         | Park Hae-young          | Indicado  |
| 2017 | 53º Baeksang Arts Awards         | Melhor Atriz                              | Seo Hyun-jin            | Venceu    |